# Eilema pseudosimplex
Eilema pseudosimplex är en fjärilsart som beskrevs av De Toulgoët 1977. Eilema pseudosimplex ingår i släktet Eilema och familjen björnspinnare. Inga underarter finns listade i Catalogue of Life.